# Mozambik
Mozambík, uradno Republika Mozambik (portugalsko Moçambique ali República de Moçambique, izgovarjava IPA: [ʁɛ'publikɐ dɨ musɐ̃'bikɨ]), je država v južni Afriki, ki na severu meji na Tanzanijo, na zahodu na Malavi, Zambijo, Zimbabve in Republiko Južno Afriko, na jugu na Esvatini ter na vzhodu na Indijski ocean.

## Zgodovina
Prvi prebivalci Mozambika so bili predniki ljudstva Khoiseni. Med 1. in 4. stoletjem so začeli prodirati na ozemlje bantujska ljudstva, ki so nato do 15. stoletja ustanovila več svojih držav. V obdobju od 10. do 15. stoletja so se na severu ob obali utrdili Arabci, ki so iz svojih mest trgovali z zaledjem. Portugalci so začeli kolonizirati Mozambik v začetku 16. stoletja. Sredi 16. stoletja se je začela donosna trgovina s sužnji, ki je trajala vse do konca 19. stoletja. V letih 1825 - 1895 je bila pokorjena država Zulujcev. Leta 1891 so bili s sporazumom med Portugalsko in Veliko Britanijo zglajeni spori okoli meje med Mozambikom in Njaso (Malavijem), Južno Rodezijo (Zimbabvejem). Leta 1919 je Mozambik pridobil ozemlje nekdanjih nemških kolonij. Leta 1951 Portugalska razglasi Mozambik za čezmorski teritorij. Po II. svetovni vojni se je razvil boj za neodvisnost Mozambika, ki je leta 1964 prerasel v oborožen spopad med leta 1962 ustanovljenim gibanjem FRELIMO in Portugalci. Po desetih letih bojev in s političnimi spremembami na Portugalskem je Mozambik dne 25. junija 1975 postal neodvisen. Nova vlada je dala zavetje in podporo osvobodilnim gibanjem v Južni Afriki (ANC) in Rodeziji (ZANU). Z ustanovitvijo enostrankarskega sistema, oslombo na Sovjetsko zvezo in izobčenjem političnih nasprotnikov (RENAMO) s strani FRELIMO-a, ki sta ga podpirali Južna Afrika in Rodezija, je izbruhnila državljanska vojna. Sredi 80-ih let so se začele politične in gospodarske reforme, kasneje pa tudi mirovni pogovori z RENAMO-m. Nova ustava iz leta 1990 je zagotovila večstrankarski sistem, tržno ekonomijo in svobodne volitve. Državljanska vojna se je končala s podpisom mirovnega sporazuma 4. oktobra 1992 in prihodom mirovnih sil Združenih narodov, UNAMOZ.

## Upravna delitev
Mozambik je upravno razdeljen na 11 provinc:
1. Cabo Delgado
2. Gaza
3. Inhambane
4. Manica
5. Maputo (mesto)
6. Maputo
7. Nampula
8. Niassa
9. Sofala
10. Tete
11. Zambezia